# 华山水库 (永福)
华山水库是中国广西壮族自治区桂林市永福县境内的一座水库，位于洛清江支流桐木河上，建于1964年。水库正常库容为923万立方米，集雨面积为58平方千米，海拔为110.2米。